# "LIVE physical"ex.〜0126.2000 t 02002〜
『"LIVE physical"ex.〜0126.2000 t 02002〜』（ライブ・フィジカル・エクス）は、2002年1月26日に赤坂ACTシアターで行われたコタニキンヤのライブ映像。2002年6月19日にリリース。

## 解説
2002年6月19日にコタニキンヤのデビュー2周年を記念して行われたライブ。これまでのシングル曲からアルバム曲まで13曲収録されている。

## 収録曲
1. like a cowboy
  - 作詞・作曲・編曲：Mad Soldiers
2. Sweet Sweet Samba
  - 作詞・作曲・編曲：Mad Soldiers
3. MASKING PLEASURE AROUND
  - 作詞・作曲・編曲：Mad Soldiers
4. Time in my Heart
  - 作詞・作曲・編曲：Mad Soldiers
5. THE RAGE BEAT
  - 作詞・作曲・編曲：Mad Soldiers
6. 猛烈ファイヤー 〜憂鬱をぶっとばせ〜
  - 作詞：コタニキンヤ、作曲・編曲：Mad Soldiers
7. アブラカタブラ
  - 作詞・作曲・編曲：Mad Soldiers
8. Glaring Dream
  - 作詞・作曲・編曲：Mad Soldiers
9. 高熱BLOOD
  - 作詞・作曲・編曲：Mad Soldiers
10. Easy Action
  - 作詞：Mad Soldiers、Solea、作曲・編曲：Mad Soldiers
11. Blind Game again
  - 作詞・作曲・編曲：Mad Soldiers
12. Love Stuff
  - 作詞：Solea、作曲・編曲：Mad Soldiers
13. Spicy Marmalade
  - 作詞・作曲・編曲：Mad Soldiers